# Luka (chanson)
Pour les articles homonymes, voir Luka.
Singles de Suzanne Vega
Gypsy Tom's Diner
Pistes de Solitude Standing
Tom's Diner Ironbound/Fancy Poultry
Luka est une chanson écrite et enregistrée par Suzanne Vega, sortie le 1er avril 1987 en single et sur l'album Solitude Standing. Cette chanson a été l'une des premières à traiter du sujet de la maltraitance des enfants et de la violence domestique[réf. souhaitée] et reste le morceau le plus populaire de l'artiste aux États-Unis, atteignant la 3e place du Billboard Hot 100. Elle est un succès dans le monde entier : no 1 en Pologne, no 2 en Suède, classée dans le Top 10 en Autriche, au Canada, en Nouvelle-Zélande et en Afrique du Sud. Shawn Colvin chante les chœurs sur le disque. 
Luka est nommé aux Grammy Awards de 1988 en tant que disque de l'année, chanson de l'année et meilleure performance vocale pop féminine. Suzanne Vega enregistre une version en espagnol de la chanson, présente tant sur l'album que sur le single.

## Sujet
La chanson traite de la question de la maltraitance des enfants. Dans un spécial télévisé suédois de 1987, Vega a révélé la source de son inspiration : 

« Il y a quelques années, je voyais ce groupe d'enfants jouer devant mon immeuble. L'un d'entre eux, Luka, semblait un peu différent des autres enfants. Je me suis toujours souvenue de son nom et de son visage, je ne connaissais pas grand chose de lui, mais il semblait tout simplement séparé de ces autres enfants que je voyais jouer. Et c'est sur son personnage que j'ai basé la chanson. Dans l'histoire de la chanson, ce garçon est un enfant maltraité — dans la vraie vie, je ne le pense pas, je pense qu'il était juste différent. »

## Personnel
- Suzanne Vega : chant, guitare acoustique
- Marc Shulman : guitare électrique
- Michael Visceglia : basse
- Stephen Ferrera : batterie, percussions
- Anton Sanko : synthétiseur
- Shawn Colvin : chœurs
- Jon Gordon, Peter Wood : arrangements

## Clip
La vidéo est réalisée par Michael Patterson et Candice Reckinge. Elle est tournée en trois jours à New York. Le rôle de Luka est joué par l'acteur Jason Cerbone, choisi après que les réalisateurs ont auditionné plus de 90 enfants pour le rôle. 

## Suite
Au cours d'un épisode de 2012 de Mastertapes sur BBC Radio 4, Vega a révélé qu'elle avait écrit une suite à Luka, du point de vue du personnage, alors qu'il revenait sur sa vie. La chanson, intitulée Song of the Stoic, est plus tard apparue sur son album de 2014 Tales from the Realm of Queen of Pentacles.

## Classements

### Classements hebdomadaires
| Classement (1987–1988)                 | Meilleure position |
| -------------------------------------- | ------------------ |
| Afrique du Sud (Springbok Radio)       | 3                  |
| Australie (Kent Music Report)          | 21                 |
| Autriche (Ö3 Austria Top 40)           | 9                  |
| Belgique (Flandre Ultratop 50 Singles) | 33                 |
| Belgique (Flandre VRT Top 30)          | 27                 |
| Canada (100 Singles)                   | 4                  |
| États-Unis (Adult Contemporary)        | 3                  |
| États-Unis (Album Rock Tracks)         | 15                 |
| États-Unis (Billboard Hot 100)         | 3                  |
| États-Unis (Cash Box)                  | 4                  |
| États-Unis (Hot Latin Tracks)          | 48                 |
| France (SNEP)                          | 24                 |
| Irlande (IRMA)                         | 11                 |
| Italie (FIMI)                          | 34                 |
| Nouvelle-Zélande (RMNZ)                | 8                  |
| Pays-Bas (Nederlandse Top 40)          | 26                 |
| Pays-Bas (Single Top 100)              | 40                 |
| Pologne (Classements Singles)          | 1                  |
| Royaume-Uni (UK Singles Chart)         | 23                 |
| Suède (Sverigetopplistan)              | 2                  |

| Classement (2010)                         | Meilleure position |
| ----------------------------------------- | ------------------ |
| Belgique (Flandre Back Catalogue Singles) | 6                  |

| Classement (2013) | Meilleure position |
| ----------------- | ------------------ |
| France (SNEP)     | 154                |

| Classement (1987)              | Position |
| ------------------------------ | -------- |
| Canada (Top 100 Singles)       | 31       |
| États-Unis (Billboard Hot 100) | 52       |

## Reprises
La chanson a été reprise par :
- The Lemonheads en 1989 ;
- Burning Heads sur leur EP[Quoi ?] Making Plans For Nigel en 1992 ;
- Les Pony Pony Run Run et Dan Black en 2009 ;
- Laith Al-Deen dans son album Session en 2009 ;
- Olivia Ong dans son album Olivia de 2010 ;
- Kasey Chambers dans son album de 2011 Storybook.

La chanson a également été interprétée en espagnol par Suzanne Vega, et intégrée au single en face B.